# Nicolás Bravo (Jalpa de Méndez)
Nicolás Bravo es un ranchería del municipio de Jalpa de Méndez ubicado en la subregión centro del estado mexicano de Tabasco.

## Geografía
La localidad de Nicolás Bravo se sitúa en las coordenadas geográficas 18°09′36″N 93°04′55″O / 18.160000, -93.081944, a una elevación de 5 metros sobre el nivel del mar.

## Demografía
Según el Conteo de Población y Vivienda 2020, efectuado por el Instituto Nacional de Estadística y Geografía, la localidad de Nicolás Bravo tiene 2,631 habitantes, de los cuales 1,303 son del sexo masculino y 1,328 del sexo femenino. Su tasa de fecundidad es de 2.25 hijos por mujer y tiene 705 viviendas particulares habitadas.
| Gráfica de evolución demográfica de Nicolás Bravo entre 1921 y 2020 |
|                                                                     |
| INEGI.                                                              |